# رولف بيرغرين
رولف بيرغرين هو لاعب هوكي الجليد سويدي، ولد في 26 نوفمبر 1934، وتوفي في 2007.